# 神通
神通，又譯為神力、通力、通，為佛教術語，即“三明六通”中的通，指因禪定力而得到超越凡人的神秘力量，也有可能只是普通的幻術而已，這個名詞出現在多部佛經中，例如《大萨遮尼乾子所说经》、《楞嚴經》。

## 佛教神通
在佛經分類，主要涵蓋有六種：
1. 神足通（iddhi-vidhā）：又称「如意通」或「神境通」，指的是能在六尘境界中变现自在、飞行自在、转变自在的神通，能隨心遊歷極遠處，或過去、現在、未來三世，不受時空限制。
2. 天耳通（dibba-sota）：能聽極遠方音聲，包括言語等；或能跨過障礙物聽到聲音（例如：密室對談）。
3. 天眼通（dibba-cakkhu）：能見極遠方事物，或能透視障礙物（例如：牆）或身體；不受光源明暗以及距離、時間影響。可看透一切事物的實相，其中層次分為天眼、慧眼、法眼、佛眼。層次與高度的不同則所見不同。
4. 他心通（ceto-pariya-ñāṇa）：能知眾生心念造作。
5. 宿命通（pubbe-nivāsanussati）：能知眾生的過去宿業，知道現時或未來受報的來由。
6. 漏盡通（āsavakkhaya）：指的是断惑究竟后所得之神通。「漏」即煩惱；能破除執著煩惱，脫離輪迴，意指修行證阿羅漢果。

六道眾生如天、人、鬼神等，有的因世間禪定（修得）或者與生俱有（报得），可以拥有前五种神通中的一样或多样，然而能力亦有淺深小大之別；天魔也具有五種神通，得以變現種種奇境。
唯獨漏盡通必須依仗佛的智慧（般若）方才能得到，唯有依經教原理修内观而破除煩惱者方能證得。
《楞嚴經》中提到在修定的過程中可能會遇到種種奇境，或許是隨禪定功夫（定功）深入而漸得的神通，但若執著求神通或歡喜於得神通，則容易受魔引誘而入魔道。

## 中国文化中的类似记载
現代研究中的超感官知覺能力，在台湾称作超能力，在大陆、香港多称作特異功能，与神通的描述十分相似。

### 古文化中的类似記載
《黃帝內經》上古天真論第一也有類似神通的敘述：黃帝曰：余聞上古有真人者，提挈天地，把握陰陽，呼吸精氣，獨立守神，肌肉若一，故能壽敝天地，无有終時，此其道生。中古之時，有至人者，淳德全道，和於陰陽，調於四時，去世離俗，積精全神，游行天地之間 ( 神足通 )，視聽八達之外 ( 天眼通 、 天耳通 )，此蓋益其壽命而強者也，亦歸於真人。其次有聖人者，處天地之和，從八風之理，適嗜欲於世俗之間，无恚嗔之心，行不欲離於世，被服章，舉不欲觀於俗，外不勞形於事，內无思想之患，以恬愉為務，以自得為功，形體不敝，精神不散，亦可以百數。其次有賢人者，法則天地，象似日月，辯列星辰，逆從陰陽，分別四時，將從上古合同於道，亦可使益壽而有極時。

## 外部連結
- 「實相」與「方便」-佛教的「神通」觀
- 中國古代道教同佛教的神通